# Britské muzeum
Britské muzeum nacházející se v londýnském obvodu Camden je jedno z největších a nejvýznamnějších muzeí historie a kultury. Bylo založeno roku 1753 a jeho základem se stala sbírka lékaře a vědce sira Hanse Sloana. Muzeum bylo zpřístupněno pro veřejnost 15. ledna 1759 v Montagu House v Bloomsbury, na místě, kde se nachází současná budova muzea.
Sbírky Britského muzea obsahují více než sedm miliónů předmětů ze všech kontinentů a dokumentují historii lidstva od počátku až do současnosti. Mnohé objekty jsou uschovány mimo budovu muzea z důvodu nedostatku místa.
Vstup do muzea, podobně jako do mnoha dalších britských muzeí, je volný, platba vstupného je požadována pouze na některé specializované akce.

## Historie
Původně byly obsahem sbírek muzea umělecké předměty a starožitnosti. V současné době je muzeum zaměřeno jako všeobecné muzeum. První kolekce věnovaná Hansem Sloanem obsahovala asi 40 000 knih, 7 000 rukopisů, tisky Albrechta Dürera a mnohé starožitnosti z Egypta, Řecka, středního a dalekého východu a Ameriky. Zakládací listina z 7. června 1753 zařadila do sbírek muzea i další dvě knihovny – Cottonian Library sira Roberta Cottona a Harleian Library – prvního a druhého hraběte z Oxfordu. Roku 1757 byla do sbírek přidána i Royal Library.

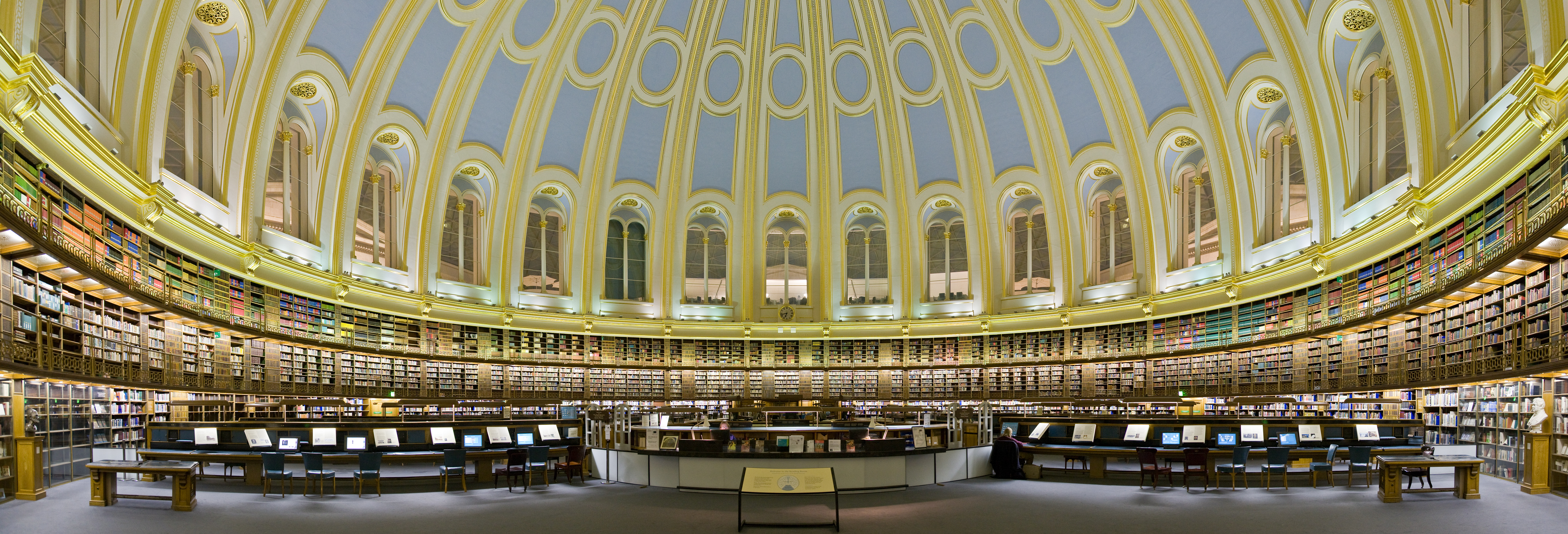
Čítárna Britského muzea

Správní rada muzea (jejímiž členy byli až do roku 1963 a Arcibiskup Canterburský, lord kancléř a mluvčí Dolní sněmovny) rozhodla o umístění muzea v Montagu House, který byl odkoupen od rodiny Montaguových za 20 000 £. Návrh na umístění do Buckingham House (později dobudovaný na Buckinghamský palác) bylo z důvodu vysokých nákladů a nevhodného umístění odmítnuto.
Po svém založení muzeum obdrželo další dary včetně Thomason Library a David Garrick's Library obsahující 1000 tištěných her ale ve sbírkách bylo pouze málo starověkých předmětů a nebylo veřejností vnímáno jako moderní muzeum. Prvním významným rozšířením sbírek o předměty staršího data byl roku 1782 nákup sbírek řeckých a římských artefaktů od sira Williama Hamiltona. Po porážce Francie v bitvě u Abukiru roku 1801 získalo muzeum mnoho egyptských soch. Po roce 1805 se sbírky rozšířily i o řecké sochy především z Towneley collection.
Rozsah sbírek narůstal a stal se kritickou poté, co byla roku 1822 muzeu darována osobní knihovna Jiřího III., obsahující 65 000 svazků, 19 000 spisů, map a topografických nákresů. Zchátralý starý Montagu House byl roku 1845 zbořen a nahrazen neoklasicistní stavbou sira Roberta Smirka.

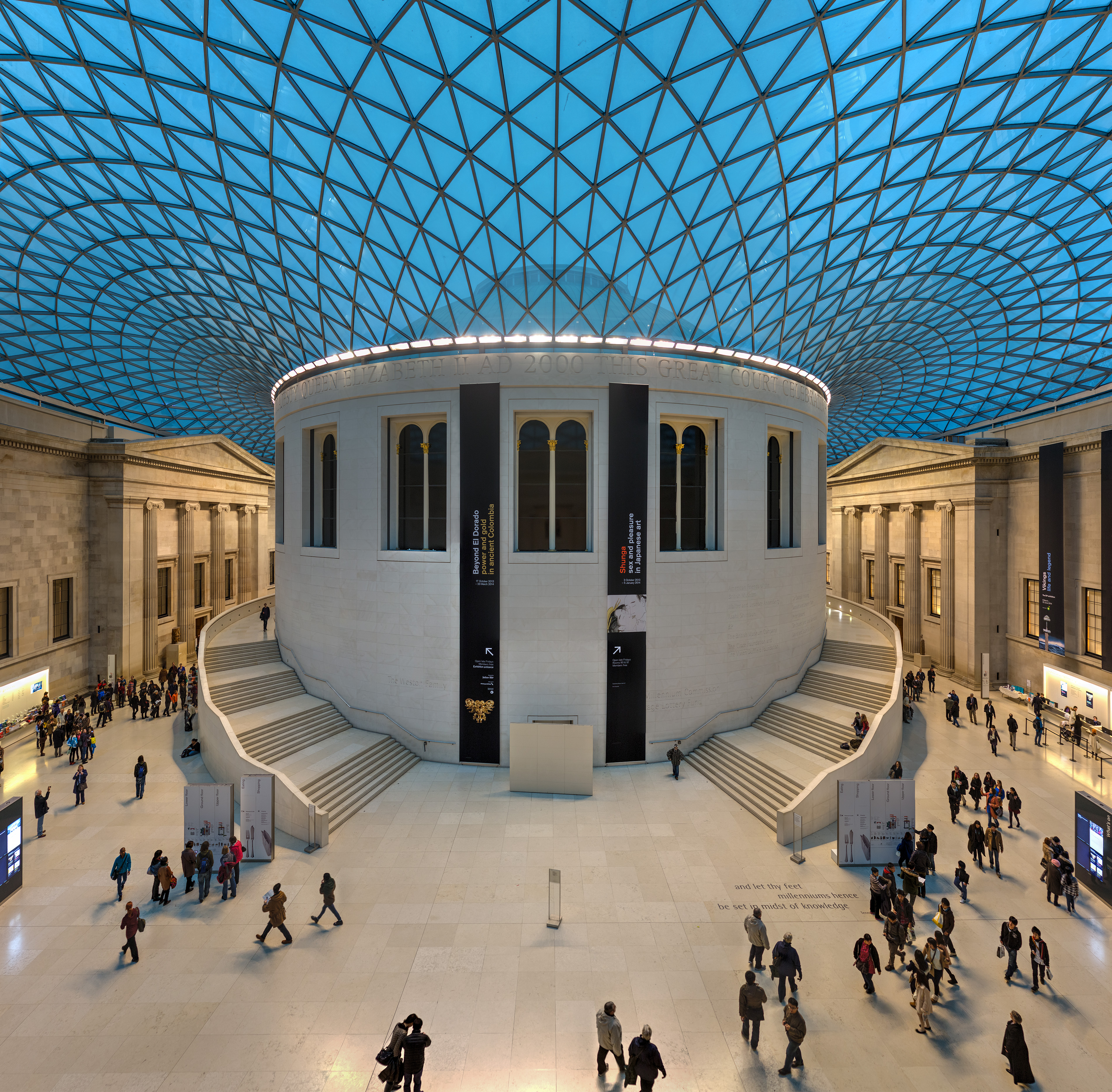
Velká dvorana

V době kdy byl ředitelem muzea Antonio Panizzi, se rozsah knihovny značně rozrostl a zlepšila se její organizace, takže se dostala na úroveň, kdy mohla být nazývána národní knihovnou. Zastřešený čtvercový dvůr uprostřed nové budovy muzea byl na Panizziho požadavek upraven na čítárnu.
Přírodopisné sbírky byly součástí muzea do jejich vyčlenění do Natural History Museum roku 1887. Etnografická kolekce byla přechodně převedena do Museum of Mankind na Piccadilly ale nyní jsou součástí Oddělení Afriky, Oceánie a Ameriky Britského muzea.
Speciální výstava Tutanchámonovy poklady pořádaná muzeem roku 1972 byla nejúspěšnější výstavní akcí s počtem 1 694 000 návštěvníků. V tomtéž roce byl vydán zákon ustavující Britskou knihovnu do níž byly z Britského muzea převedeny sbírky rukopisů a knih.

## Budova muzea
Fasáda budovy směrem na Great Russell Street je typickým příkladem stylu Roberta Smirka. Průčelí budovy, inspirované řeckým chrámem zasvěceným bohyni Athéně, zdobí 44 iónských sloupů. Trojúhelníkový štít nad vchodem je zdoben plastikami Richarda Westmacotta z roku 1852, zobrazujícími růst civilizace.
Duveen Gallery byla navržena architektem Johnem Russellem Pope. V době druhé světové války byla poškozena při bombardování a znovu zpřístupněna po opravě roku 1962.
Velká dvorana Alžběty II. je zastřešená plocha v centru budovy muzea, navržená společností Foster and Partners. Byla otevřena v prosinci 2000 a je největším zastřešeným prostorem v Evropě. Střecha je tvořena kovovou konstrukcí vyplněnou 1 656 skleněných panelů. V centru velké dvorany se nachází čítárna uvolněná Britskou knihovnou, která její funkci zabezpečuje v St Pancras.

## Významné exempláře

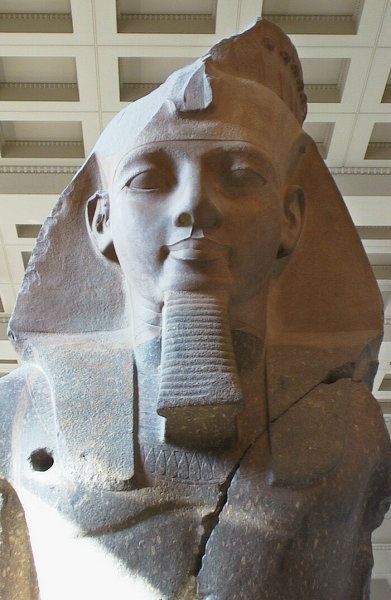
Busta Ramsese II.

Starověké kamenné monumenty ze střední Asie
- perské kamenné artefakty z Aššurbanipalovy knihovny

Starověké Řecko a starověký Řím
- Elginovy mramory – mramorové sochy a plastiky, které přivezl lord Elgin z aténského Parthenónu
- Asklépios z Milosu – mramorová socha hlavy Asklépia
- karyatida z Erechtheionu v Athénách
- Portlandská váza – římská váza z černého skla s bílým reliéfem, 1. stol. n. l., nejstarší evropské sklo

Starověký Egypt
- Rosettská deska – několikajazyčná nápisová deska, klíč k rozluštění egyptských hieroglyfů
- egyptské mumie 6 těl z předdynastického období, z Abydosu a Geleionu, cca 3400 př. n. l.
- mumie Kleopatry, dcery Candace, thébského archóna za dob císaře Trajána
- kolosální socha egyptského faraóna Amenhotepa III., červený granit
- kolosální hlava sochy egyptského faraóna Amenhotepa III., černý granit
- kolosální poprsí egyptského faraóna Ramesse II., šedá žula

Kamenná architektura Malé Asie
- Mausoleum z Halikarnassu
- Fragmenty z chrámu bohyně Artemis v Efesu

Středověká Evropa
- Anglosaský zlatý poklad z pohřebiště v Sutton Hoo
- Lewisova souprava raně středověkých šachových figurek z mrožího klu a kosti, 12. století
- Wiltonský diptych – dvojdílný malovaný oltář krále Richarda II. a jeho manželky Anny České, kolem 1380
- Zlatý královský pohár s gotickými scénami v pestrobarevném emailu, kolem 1370

Renesance
- obrazy Tiziana
- kresby Albrechta Dürera, Leonarda da Vinci, Michelangela, Raffaela Santi

Mimoevropské umění
- bronzové sochy z královského paláce v Beninu
- socha Moai z Velikonočních ostrovů
- Zlatý ceremoniální límec z doby bronzové